# Issoria nigropuncta
Issoria nigropuncta är en fjärilsart som beskrevs av Ruggero Verity 1933. Issoria nigropuncta ingår i släktet Issoria och familjen praktfjärilar. Inga underarter finns listade i Catalogue of Life.